# Tommaso Novelli
Tommaso Novelli (Formicola, 4 aprile 1911 – 26 settembre 2014) è stato un magistrato italiano.
Ha ricoperto, nella magistratura, la carica di primo presidente della Corte di cassazione.

## Biografia
Nel 1933, a soli 22 anni, entrò in magistratura. È stato sempre in Cassazione, prima come giudice di tribunale applicato e poi come consigliere.
Negli anni 1960 fu nominato vice capo di gabinetto del Ministro di grazia e giustizia. In seguito è stato nominato presso lo stesso ministero direttore generale per gli affari civili e le libere professioni.
Tornato in Cassazione venne nominato prima presidente di sezione e poi, il 20 luglio 1978, primo presidente, funzione che ha svolto sino al 3 aprile 1981, quando è andato in pensione.
È stato anche per alcuni decenni presidente di sezione della Commissione Centrale Tributaria, funzione che ha conservato sino al 3 aprile 1986.
È morto il 26 settembre 2014 all'età di 103 anni.

## Opere
- Codice di procedura civile: annotato con la giurisprudenza della Cassazione, a cura di Mario Battaglini e Tommaso Novelli, Milano, Giuffré, 1956 (ult. ed. 1990, ISBN 8814021236).